# 8298 Loubna
8298 Loubna è un asteroide della fascia principale. Scoperto nel 1993, presenta un'orbita caratterizzata da un semiasse maggiore pari a 2,1886626 UA e da un'eccentricità di 0,1128231, inclinata di 3,82422° rispetto all'eclittica.